# 落合弘樹
落合 弘樹（おちあい ひろき、 1962年7月 -  ）は、日本の歴史学者。現在、明治大学文学部史学地理学科教授。専門は日本近代史、幕末維新史。大阪府出身。

## 略歴
- 1986年中央大学文学部史学科国史学専攻を卒業。
- 1991年 中央大学大学院文学研究科国史学専攻博士課程後期課程単位取得退学、4月より京都大学人文科学研究所日本部助手に採用される。
- 2001年 京都大学より「明治国家と士族」で博士（文学）の学位を授与[1]される。
- 2003年 明治大学文学部史学地理学科日本史学専攻助教授に就任。
- 2007年 明治大学文学部准教授に職階変更。
- 2008年 明治大学文学部教授に昇格。

## 著書

### 単著
- 『秩禄処分 - 明治維新と武士のリストラ』（中公新書） 1999年、のち『秩禄処分 - 明治維新と武家の解体』（講談社学術文庫） 2015年
- 『明治国家と士族』（吉川弘文館） 2001年　ISBN　9784642037365、オンデマンド版2021年　ISBN　9784642737364
- 『西郷隆盛と士族』〈幕末維新の個性 4〉吉川弘文館　2005年　ISBN　9784642062848
- 『敗者の日本史18　西郷隆盛と西南戦争』 吉川弘文館 2013年 ISBN　9784642064644

### 論文
- 落合弘樹